# Pseudafroneta
Genre
Pseudafroneta est un genre d'araignées aranéomorphes de la famille des Linyphiidae.

## Distribution
Les espèces de ce genre sont endémiques de Nouvelle-Zélande.

## Liste des espèces
Selon World Spider Catalog (version 16.5, 21/11/2015) :
- Pseudafroneta frigida Blest, 1979
- Pseudafroneta incerta (Bryant, 1935)
- Pseudafroneta lineata Blest, 1979
- Pseudafroneta maxima Blest, 1979
- Pseudafroneta pallida Blest, 1979
- Pseudafroneta perplexa Blest, 1979
- Pseudafroneta prominula Blest, 1979

## Publication originale
- Blest, 1979 : The spiders of New Zealand. Part V. Linyphiidae-Mynoglenidae. Otago Museum Bulletin, vol. 5, p. 95-173.